# Canthigaster sanctaehelenae
Canthigaster sanctaehelenae е вид лъчеперка от семейство Tetraodontidae. Видът е застрашен от изчезване.

## Разпространение
Разпространен е в Асенсион и Тристан да Куня и Остров Света Елена.